# 13111 Papacosmas
13111 Papacosmas eller 1993 OW1 är en asteroid i huvudbältet som upptäcktes den 23 juli 1993 av de båda amerikanska astronomerna Carolyn S. Shoemaker och David H. Levy vid Palomar-observatoriet. Den är uppkallad efter amatörastronomen Constantine Papacosmas.
Asteroiden har en diameter på ungefär 3 kilometer.